# Берж
Берж (фр. Bergues) насеље је и општина у североисточној Француској у региону Север-Па д Кале, у департману Север која припада префектури Денкерк.
По подацима из 2011. године у општини је живело 3.898 становника, а густина насељености је износила 2953,03 становника/km². Општина се простире на површини од 1,32 km². Налази се на средњој надморској висини од 6 метара (максималној 22 m, а минималној 1 m).

## Демографија
| 1962. | 1968. | 1975. | 1982. | 1990. | 1999. | 2011. |
| ----- | ----- | ----- | ----- | ----- | ----- | ----- |
| 4.469 | 4.545 | 4.485 | 4.488 | 4.163 | 4.209 | 3.898 |